# Rhododendron subuliferum
Rhododendron subuliferum är en ljungväxtart som beskrevs av Herman Otto Sleumer. Rhododendron subuliferum ingår i släktet rododendron, och familjen ljungväxter. Inga underarter finns listade i Catalogue of Life.